# Wolfram Rupperti
Wolfram Rupperti (* 1967 in Kitzingen) ist ein deutscher Schauspieler.

## Leben

### Ausbildung und Theater
Wolfram Rupperti wurde, noch vor seiner Schauspielausbildung, im Alter von 17 Jahren von dem Intendanten Veit Relin für zwei Spielzeiten an das Torturmtheater in Sommerhausen engagiert. Nach seinem Schulabschluss absolvierte er von 1987 bis 1991 seine Schauspielausbildung an der Otto-Falckenberg-Schule in München. Von 1990 bis 1993 war er fest am Bayerischen Staatsschauspiel  engagiert, wo er u. a. in Romeo und Julia (Regie: Leander Haußmann), in Iphigenie auf Tauris (Regie: Amelie Niermeyer) und in Dieter Dorns Faust-Inszenierung spielte.
Ab der Spielzeit 1995/96 folgte bis 1998 ein weiteres Festengagement am Stadttheater Bremerhaven. Anschließend wechselte Rupperti an das Schauspielhaus Wien, wo er für seine schauspielerische Gesamtleistung in der Spielzeit 1998/99 mit dem Förderpreis zur Kainz-Medaille ausgezeichnet wurde. Am Schauspielhaus Wien trat er in Inszenierungen von Theu Boermans, Hans Gratzer, Christian Stückl und Gerald Singer auf. 2001 hatte er ein Gastengagement am Volkstheater Wien in Waikiki Beach von  Marlene Streeruwitz. In Joshua Sobols Theaterstück Alma – A Show Biz ans Ende spielte er 2003, sowie in den Jahren 2005/2006, unter der Regie von Paulus Manker die Rolle des Architekten Walter Gropius bei Aufführungen u. a. im Convento dos Inglesinhos in Lissabon, im Schloß Petronell, in Wien und im Kronprinzenpalais in Berlin.
Ab der Spielzeit 2006/07 war Rupperti bis 2010 festes Ensemblemitglied am Schauspielhaus Düsseldorf. In Düsseldorf arbeitete er bei den Produktionen Große Koalition und dem Songdrama Stairways to Heaven mit dem Autor, Regisseur und Komponisten Erik Gedeon zusammen.
Von der Spielzeit 2011/12 bis zum Ende der Spielzeit 2018/19 war er festes Ensemblemitglied des Residenztheaters München. Hier spielte er u. a. im Oktober 2011 den Lasse in der Uraufführung von Helmut Kraussers Eyjafjallajökull-Tam-Tam (Regie: Robert Lehniger). Er arbeitete am Residenztheater München u. a. mit den Regisseuren Michael Thalheimer, Stephan Rottkamp, Tina Lanik, Amelie Niermeyer, Anne Lenk, David Bösch, Mateja Koležnik und Martin Kušej zusammen.
In der Spielzeit 2016/17 gastierte er am Mainfranken Theater Würzburg als Bassa Selim in Die Entführung aus dem Serail.
Mit der Spielzeit 2019/20 wechselte Rupperti von München nach Wien ans Burgtheater und war dort bis zur Spielzeit 2023/24 festes Ensemblemitglied.

### Film und Fernsehen
Ruppert war seit Ende der 1990er Jahre regelmäßig auch in Film- und Fernsehrollen zu sehen. Er übernahm zahlreiche Episodenrollen in Fernsehserien; so stand er zu Beginn seiner Fernsehkarriere für zwei Folgen der RTL-Krimiserie Doppelter Einsatz vor der Kamera. Es folgten weitere Episodenrollen, beispielsweise in der RTL-Action-Serie Medicopter 117 – Jedes Leben zählt (2001), in der SAT1-Krankenhausserie Für alle Fälle Stefanie (2002) und in der in SAT 1-Krimiserie Kommissar Rex (2003; als Magister Hardt).
In der ZDF-Serie Girlfriends – Freundschaft mit Herz spielte Rupperti in einigen im Jahr 2002 erstausgestrahlten Folgen den Banker Hans Niebeck, einem alten Schulfreund der Serienfigur Marie Schäfer (Mariele Millowitsch). Im Münchner Tatort: Im Visier (2003) war er als Einsatzleiter einer SEK-Eliteeinheit zu sehen. In dem Liebesdrama Grüße aus Kaschmir (2005) hatte er eine Nebenrolle.
Weitere Episodenrollen hatte er in SOKO Kitzbühel (2004, als Motocrossfahrer Alfred Auer), Die Rosenheim-Cops (2012, als Bauunternehmer Peter Koob) und Der Alte (2013, als Thorsten „Chiko“ Chikowski, Anführer eines Motorradclubs).
In der 15. Staffel der ZDF-Serie Die Rosenheim-Cops (2016) war Rupperti in einer Episodenhauptrolle als Obstbauer Sepp Langenbach zu sehen. Im Film Willkommen bei den Hartmanns, der im November 2016 in die deutschen Kinos kam, spielte er die Rolle des Polizeiinspektors Gebhardt.
Rupperti lebt in Wien.

## Theaterrollen (Auswahl)
- Bayerisches Staatsschauspiel München:
  - 1993: Romeo und Julia, Regie: Leander Haußmann (Rolle: Simon)
  - 1993: Iphigenie auf Tauris, Regie: Amélie Niermeyer (Rolle: Pylades)
- Stadttheater Bremerhaven:
  - 1995: Kabale und Liebe, Regie: Holger Schultze (Rolle: Ferdinand)
  - 1995–1996: Clavigo, Regie: Marcus Lachmann (Rolle: Clavigo)
  - 1996: Jagdszenen aus Niederbayern, Regie: Martin Sperr (Rolle: Abram)
  - 1996: Wie es euch gefällt, Regie: Holger Schultze (Rolle: Orlando)
- Schauspielhaus Düsseldorf:
  - 2006: Hochzeit von Elias Canetti, Regie: Amélie Niermeyer (Rollen: Max, Direktor Schön)
  - 2006: Endstation Sehnsucht, Regie: Stephan Rottkamp (Rolle: Stanley Kowalski)
  - 2007: Bluthochzeit, Regie: Stephan Rottkamp (Rolle: Vater der Braut)
  - 2008: Die Familie Schroffenstein, Regie: Stephan Rottkamp (Rollen: Rupert, Sylvester)
- Residenztheater München:
  - 2011: Eyjafjallajökull-Tam-Tam von Helmut Krausser, Regie: Robert Lehniger (Rolle: Lasse)
  - 2012: Ein Sommernachtstraum, Regie: Michael Thalheimer (Rollen: Flaut / Thisbe)
  - 2012: Der Widerspenstigen Zähmung, Regie: Tina Lanik (Rolle: Baptista)
  - 2014: Was ihr wollt[11][12] (als Sebastian). Von William Shakespeare. Inszenierung: Amélie Niermeyer
  - 2014: Madame Bovary (nach Gustave Flaubert) von Albert Ostermaier, Regie: Mateja Koležnik (Rolle: Monsieur Lheureux)
  - 2015: Kabale und Liebe, Regie: Amelie Niermeyer (Rolle: Präsident von Walter)
  - 2015: König Ödipus, Regie: Mateja Koležnik (Rolle: Bote aus Korinth)
  - 2016: Hexenjagd, Regie: Tina Lanik (Rolle: Thomas Putnam)
  - 2016: Glaube Liebe Hoffnung[13], Regie: David Bösch (Rollen: Kommissar/ Arbeitsloser)
  - 2017: Insgeheim Lohengrin[14][15], Regie: Alvis Hermanis (Rolle: Eskil)
  - 2019: Die Möwe[16][17][18][19] (als Ilja Afanasjewitsch Schamrajew). Von Anton Pawlowitsch Tschechow. Inszenierung: Alvis Hermanis
- Burgtheater Wien:
  - 2019: Die Hermannschlacht, Regie: Martin Kušej (Rollen: Teuthold, der Schmied / Aristan)
  - 2021: Maria Stuart, Regie: Martin Kušej (Rolle: Graf von Shrewsbury)
  - 2023: Kasimir und Karoline, Regie: Mateja Koležnik (Rolle: Der Arzt)
  - 2023: Die Zauberflöte: The opera but not the opera, Regie: Nils Strunk (Rolle: Sarastro)

## Filmografie (Auswahl)
- 1997: Doppelter Einsatz (Fernsehserie, Folge: Gebäudeschaden)
- 1997: Doppelter Einsatz (Fernsehserie, Folge: Der Mörder mit der Maske)
- 2001: Medicopter 117 – Jedes Leben zählt (Fernsehserie, Folge: Kamikaze)
- 2002: Für alle Fälle Stefanie (Fernsehserie, Folge: Der Diamant)
- 2002: Girlfriends – Freundschaft mit Herz (Fernsehserie, Seriennebenrolle)
- 2003: Liebe zartbitter (Fernsehfilm)
- 2003: Zelary (Kinofilm)
- 2003: Kommissar Rex (Fernsehserie, Folge: Vitamine zum Sterben)
- 2003: Tatort – Im Visier (Fernsehreihe)
- 2004: SOKO Kitzbühel (Fernsehserie, Folge: Die Wilden)
- 2005: Grüße aus Kaschmir (Fernsehfilm)
- 2005: SOKO Wien (Fernsehserie, Folge: Menschenjagd)
- 2005: Reblaus (Fernsehfilm)
- 2005: Der Bulle von Tölz: Ein erstklassiges Begräbnis (Fernsehserie)
- 2012: Jean (Kurzfilm)
- 2012: Die Rosenheim-Cops (Fernsehserie, Folge: Unter Geiern)
- 2013: Der Alte (Fernsehserie, Folge: Blutiger Asphalt)
- 2014: Kommissarin Lucas – Kettenreaktion (Fernsehreihe)
- 2016: Die Rosenheim-Cops (Fernsehserie, Folge: Die Biber kommen!)
- 2016: Willkommen bei den Hartmanns (Kinofilm)
- 2019: Die Rosenheim-Cops (Fernsehserie, Folge: Ein mysteriöser Blumenstrauß)
- 2022: Der Bergdoktor (Fernsehserie, Folgen: Scheinwelten, Extreme)
- 2024: Führer und Verführer (Kinofilm)